# Myiopharus claripalpis
Myiopharus claripalpis är en tvåvingeart som först beskrevs av Thompson 1968.  Myiopharus claripalpis ingår i släktet Myiopharus och familjen parasitflugor. Inga underarter finns listade i Catalogue of Life.